# Sugar (środowisko graficzne)
Sugar – środowisko graficzne użytkownika początkowo rozwijane na cele edukacyjnego laptopa OLPC XO-1. Od maja 2008 rozwijany jest przez Sugar Labs.
W przeciwieństwie do tradycyjnych środowisk graficznych, nie wykorzystuje on idei pulpitu i pozwala na wykonywanie tylko jednego zadania w jednej chwili.
Jest napisany w języku interpretowanym Python, podczas gdy większość innych środowisk pisana jest językach kompilowanych jak np. C. Interfejs graficzny opiera się na GTK oraz silniku wyświetlania stron internetowych Gecko.
Dostępny jest w laptopie XO-1, jak również w popularniejszych dystrybucjach jak Ubuntu czy Fedora.

## Galeria

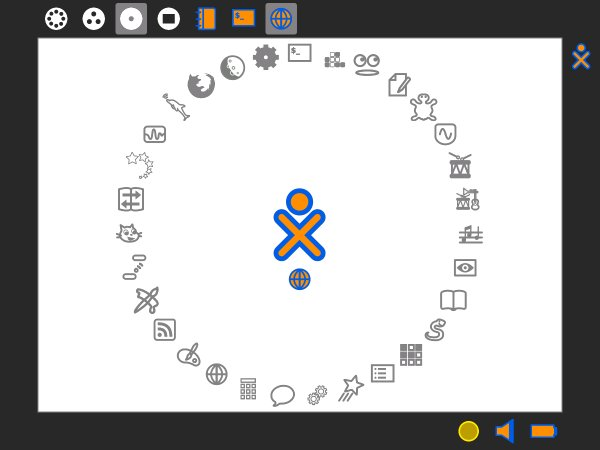
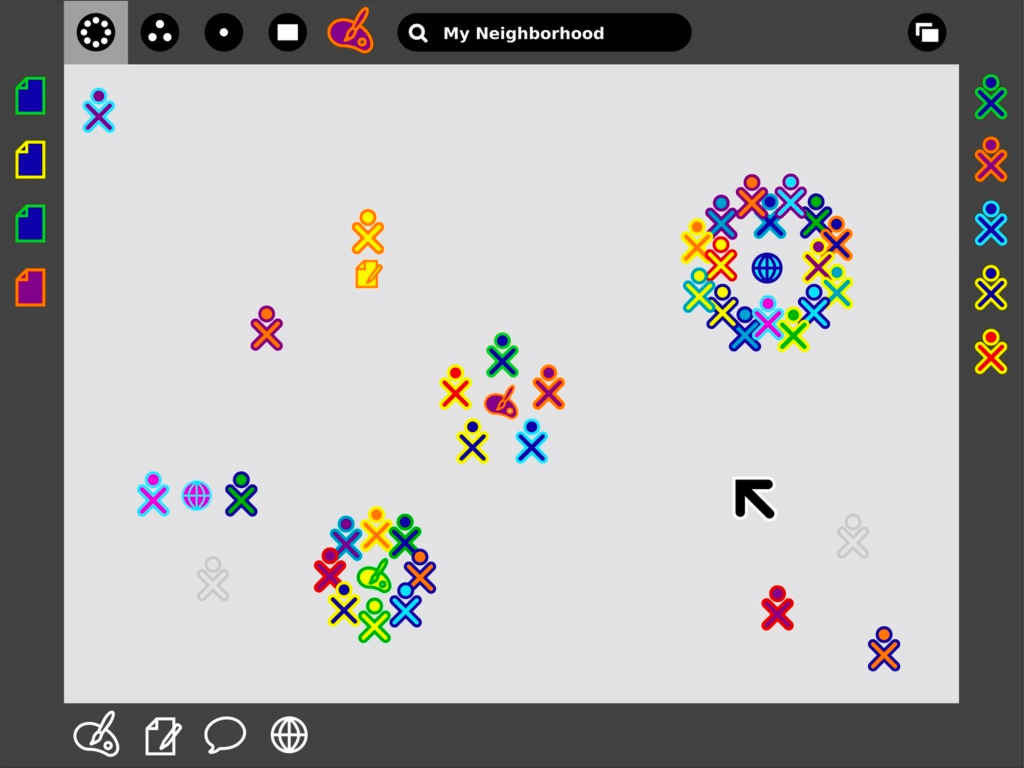
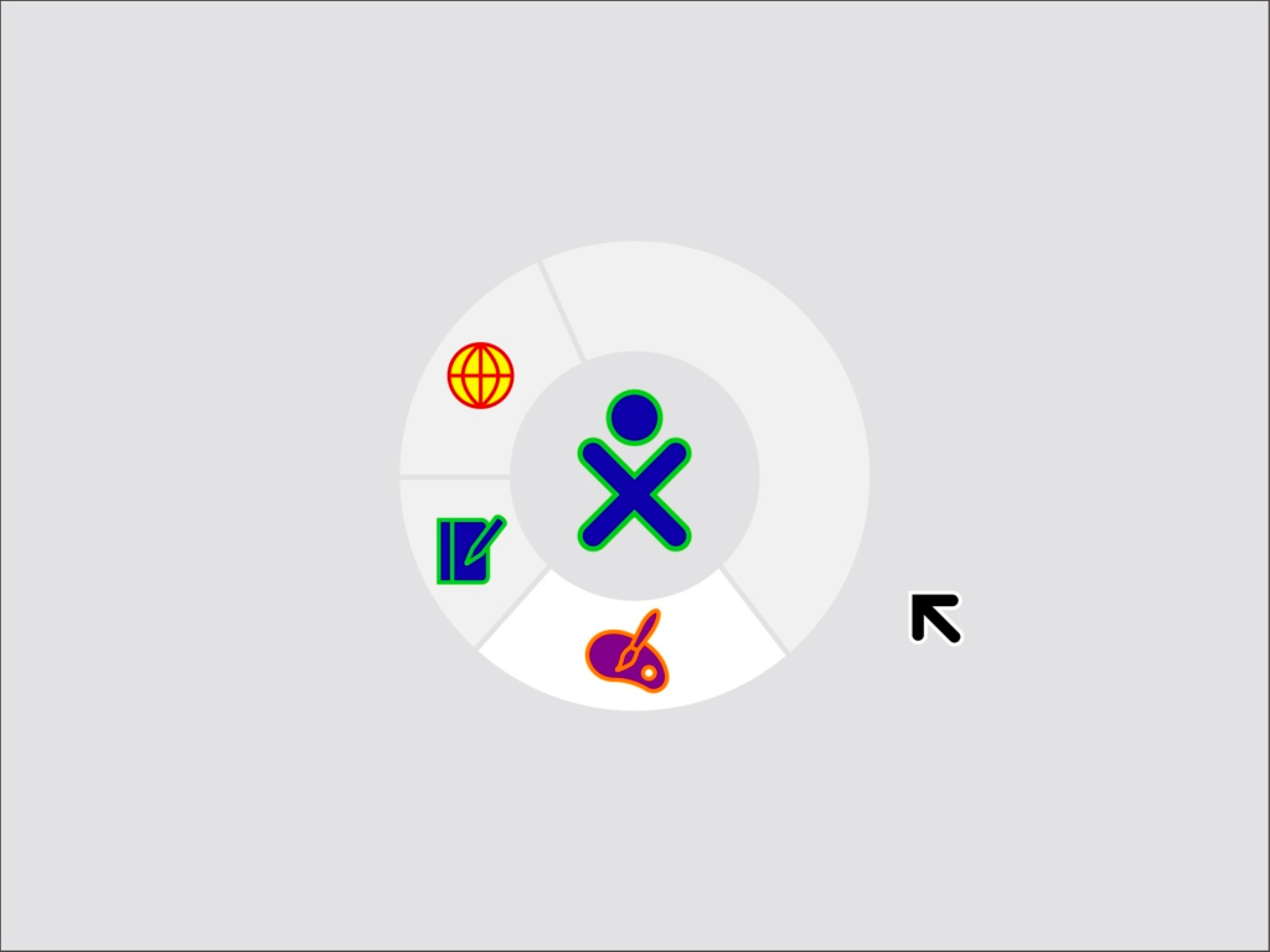
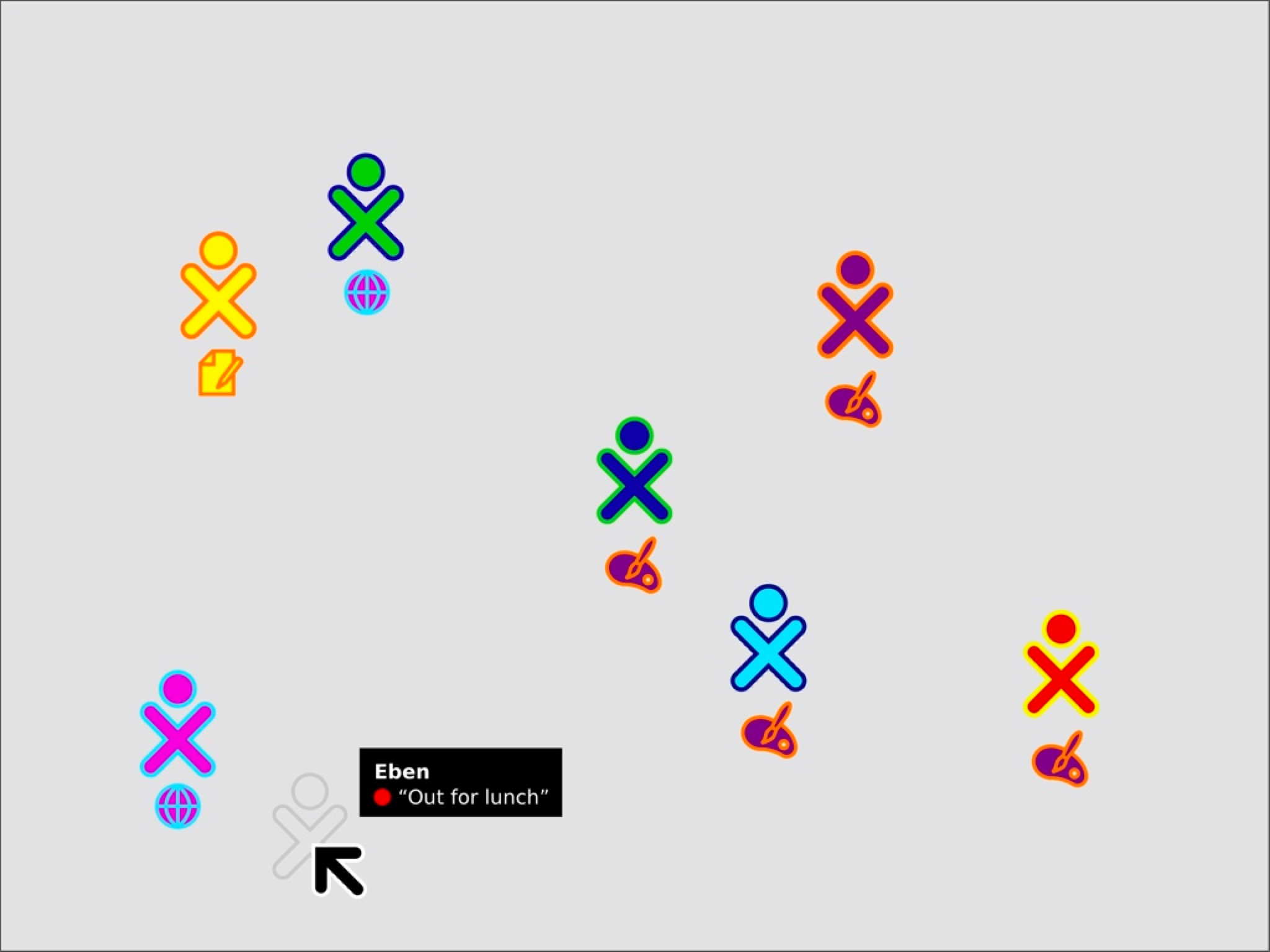
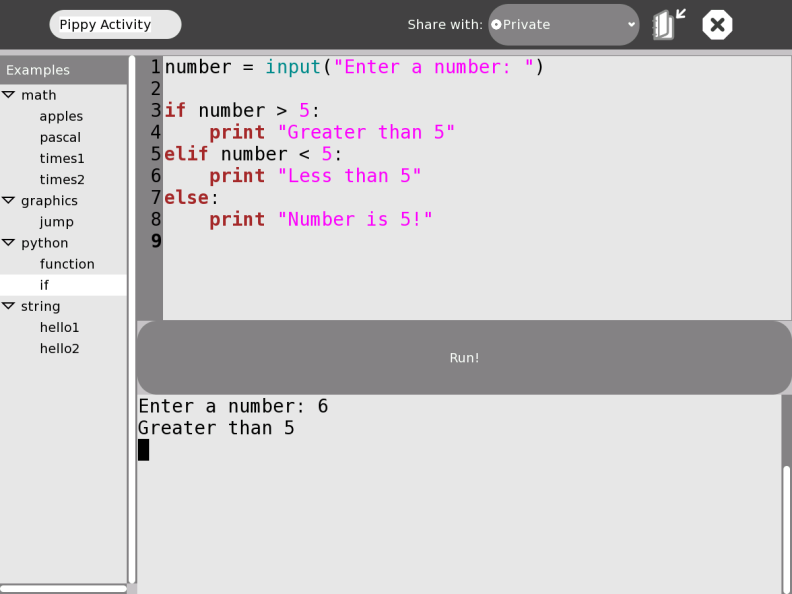
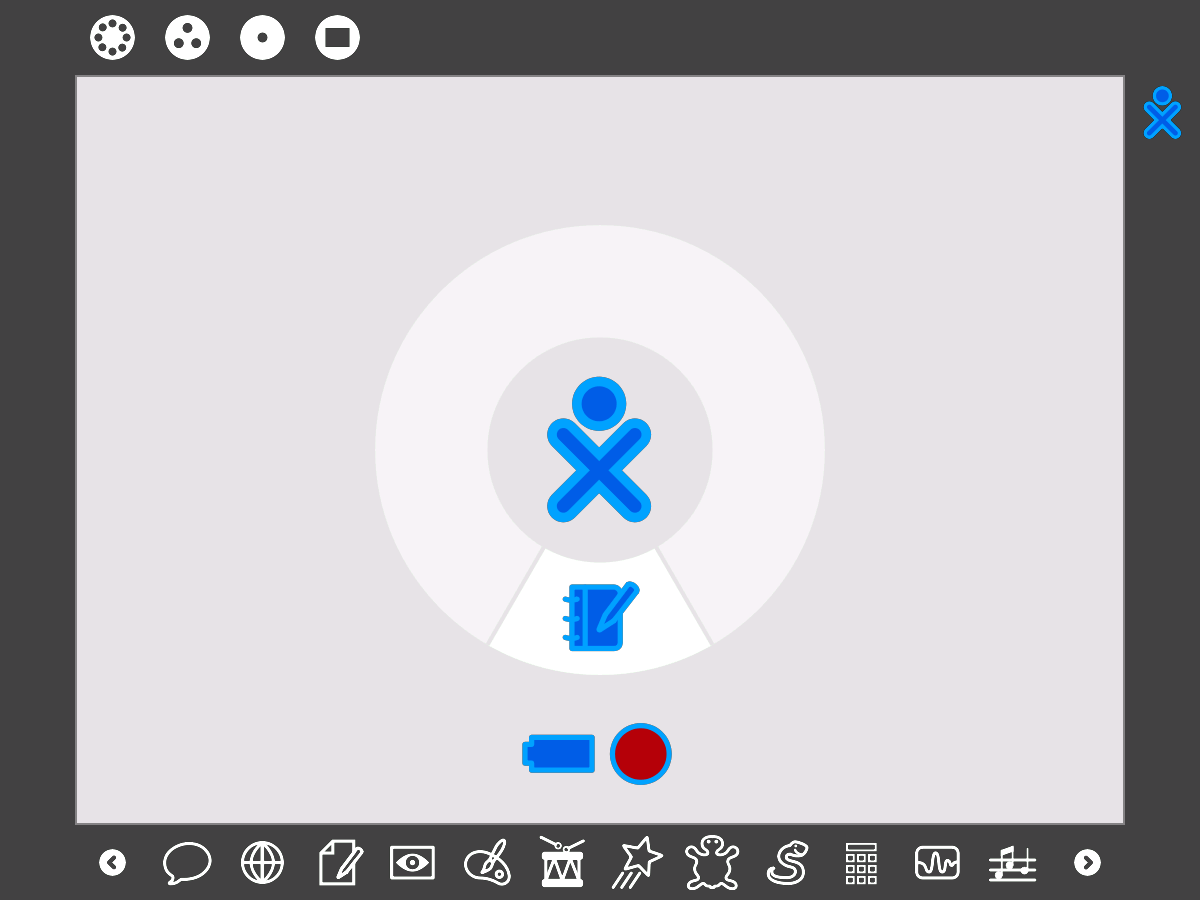